# Les Anges noirs (film, 1937)
Cet article concerne le film de 1937. Pour le roman, voir Les Anges noirs. Pour le film de 2009, voir Les Anges noirs (film, 2009).
Pour plus de détails, voir Fiche technique et Distribution.
Les Anges noirs est un film français adapté du roman éponyme de François Mauriac par Willy Rozier en 1937.

## Synopsis
Dans une famille de la bourgeoisie landaise, un jeu d'ambitions, de faux-semblants, de cupidité, d'amour et de haines recuites. Un garçon et une fille que leurs pères veulent marier pour des raisons d'intérêt, puis un crime qui conduit à une confession.

## Fiche technique
- Titre : Les Anges noirs
- Réalisation : Willy Rozier
- Scénario : Willy Rozier, d'après le roman de François Mauriac[1]
- Photographie : Marc Bujard
- Caméraman : Tahar Hannache
- Musique : Jean Yatove
- Société de production : Burdiga Film
- Pays de production :  France
- Format : Noir et blanc — 35 mm — 1,37:1 — Son mono
- Genre : Film dramatique
- Durée : 95 minutes (1 h 35)
- Date de sortie :
  - France : 28 octobre 1937

## Distribution
- Suzy Prim : Tota
- Florelle : Aline
- Germaine Dermoz : Mathilde
- Paul Bernard : l'abbé Forcas
- Henri Rollan : Gabriel Gradère
- Fernand Charpin : Symphorien
- Pauline Carton : Jacinthe, la servante
- André Fouché : Andrès
- Dina Balder : Catherine